# Marcel Gaffajoli
Marcel Gaffajoli, né le 1er octobre 1945 à Auch, est un ancien coureur cycliste français.

## Palmarès
- 1968
  - Champion de Midi-Pyrénées
  - Grand Prix de Saint-Cyprien-sur-Dourbou
  - 1 étape du Tour des Landes
- 1969
  - Grand Prix d'Espalion
  - 1 étape du Tour du Sud-Ouest
  - 6e étape de la Route de France
- 1970
  - Tour de Nouvelle-Calédonie
  - Boucles du Tarn
  - 3e de Bordeaux-Saintes
- 1971
  - 1 étape du Tour du Sud-Ouest
- 1972
  - Grand Prix de Périgueux